# Henriette Rasmussen

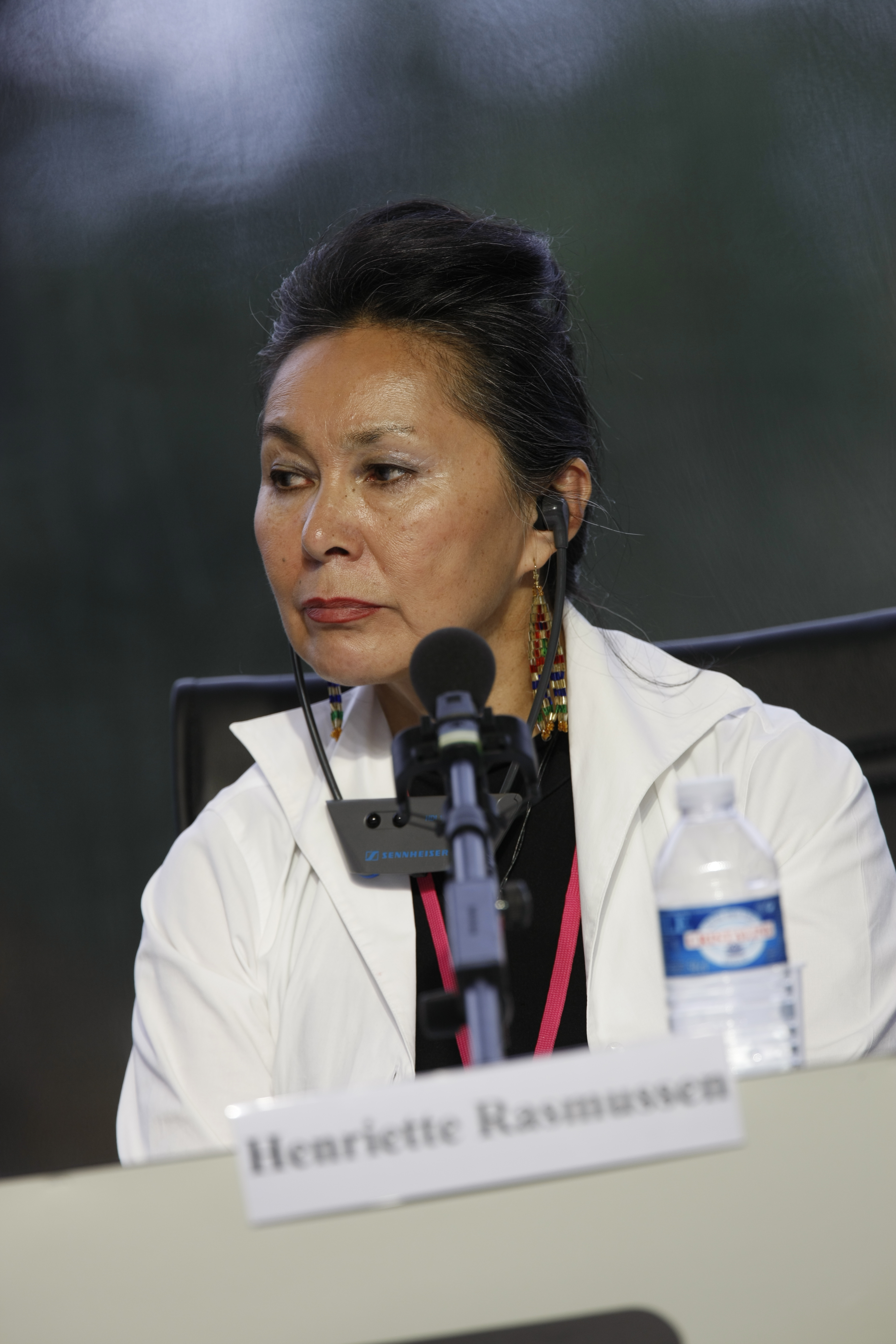
Henriette Rasmussen (2009)

Henriette Ellen Kathrine Vilhelmine Rasmussen (geb. Jeremiassen; * 8. Juni 1950 in Qasigiannguit; † 3. März 2017) war eine grönländische Politikerin, Diplomatin, Journalistin, Lehrerin, Frauenrechtlerin, Menschenrechtlerin und Dolmetscherin.

## Leben

### Frühe Jahre
Henriette Rasmussen war das älteste von acht Kindern des Skippers Jens Emil Axel Jeremiassen (1919–1993) und der Fabrikarbeiterin Birthe Marie Margrethe Møller (1924–2007). Ihre Schwester Erna ist mit Aqqaluk Lynge (* 1947) verheiratet.
Henriette Jeremiassen wuchs in Qasigiannguit auf und besuchte nach ihrer Konfirmation Schulen in Dänemark und Nuuk, wo sie 1968 ihren Realschulabschluss machte. 1969 heiratete sie den Dänen Steen Lundby Rasmussen (* 1943). Nach ihrem Realschulabschluss besuchte sie die Oberstufe in Nykøbing Falster, die sie 1970 beendete. 1971 wurde ihre Ehe geschieden. Nach dem Schulabschluss ließ sie sich bis 1975 am Kopenhagener N. Zahles Seminarium zur Lehrerin ausbilden. Nebenbei arbeitete sie als Simultandolmetscherin zwischen Grönländisch, Dänisch und Englisch, beherrschte aber auch Spanisch und Französisch. Während des Studiums wurde sie als Vorstandsmitglied des Rates Junger Grönländer auf die fehlende Repräsentation von Frauen aufmerksam und setzte sich fortan gegen die Unterdrückung dänischer und grönländischer Frauen ein. Damals war Elisabeth Johansen die einzige Politikerin auf nationaler Ebene in der grönländischen Geschichte.
Von 1972 bis 1992 war sie mit dem grönländischen Sprachwissenschaftler Carl Christian Jonas Olsen (* 1943), Sohn von Justus Kristian Gerth und Agnes Sofie Helga Olsen, liiert, mit dem sie zwei Kinder Inuk Poul (* 1976) und Nunni Navaranaaq (* 1979) hatte.

### Karriere als Lehrerin und Journalistin
1975 kehrte sie zurück nach Grönland, wo sie in Sisimiut an der Folkeskole und an der Knud Rasmussenip Højskolia unterrichtete. In dieser Zeit war sie Vorreiterin der linken und der Frauenrechtsszene in Grönland und gab die feministische Zeitung Kilut heraus, aus der sich eine ganze Frauenbewegung, analog zur dänischen Rødstrømpebevægelsen, bildete. Aus ihr heraus wurde schließlich der Kalaallit Nunaanni Arnat Peqatigiit Kattuffiat (Bund Grönländischer Frauenverbände) geschaffen. Gemeinsam mit ihrem Partner und ihrem Sohn zog sie 1977 nach Barrow, um dort die grönländische Sprache, Literatur und Kultur zu lehren. Diese Arbeit inspirierte sie zu einem gemeinsamen Bund verschiedener Inuit-Völker und im selben Jahr noch initiierte sie die Inuit Circumpolar Conference (ICC) mit, in der sie selbst als Simultandolmetscherin mitwirkte.
1978 kehrte sie erneut nach Grönland zurück und wurde 1979 zur Kulturprogrammsekretärin bei der grönländischen Rundfunkanstalt Kalaallit Nunaata Radioa (KNR) berufen. Sie übte das Amt bis 1982 aus. Anschließend studierte sie noch einmal in Nuuk an der Niuernermik Ilinniarfik, wo sie sich zur Journalistin ausbilden ließ. Von 1980 bis 1986 war sie Mitglied der Kommunikationskommission im ICC und von 1985 bis 1991 Leiterin der Schulradio- und Videoabteilung der Schulzentrale (Pilersuiffik), wodurch sie einen Hörfunkpreis erhielt.

### Politikkarriere
1983 stellte sie sich für die linke Inuit Ataqatigiit zur Gemeinderatswahl für die Gemeinde Nuuk auf und wurde als erste Frau der noch jungen Partei gewählt. Da die linke Bewegung in Grönland noch neu war, stand sie allein inmitten einer eher rechten männerdominierten Gruppe, konnte aber Aufmerksamkeit erregen und so an Popularität gewinnen. Im selben Jahr war sie Stellvertreterin bei der Parlamentswahl 1983. Bei der Wahl 1984 kandidierte sie selbst und wurde ins Inatsisartut gewählt. Bei der Folketingswahl 1984 war sie Zweite Stellvertreterin von Aqqaluk Lynge. 1987 wurde sie im Parlament wiedergewählt. Im selben Jahr kandidierte sie erfolglos selbst bei der Folketingswahl 1987. Bei der Folketingswahl 1988 war sie nur Erste Stellvertreterin von Maliinannguaq Marcussen Mølgaard. Bei der Kommunalwahl 1989 erlangte sie so viele Stimmen, dass noch drei weitere Mitglieder ihrer Partei in den Gemeinderat einzogen. Bei der Folketingswahl 1990 kandidierte sie ein letztes Mal als Stellvertreterin. 1991 wurde sie zum dritten Mal in Folge ins Inatsisartut gewählt und wurde zur Sozialministerin im Kabinett Johansen I ernannt. Zusammen mit Marianne Jensen war sie nach Agnethe Davidsen die zweite grönländische Ministerin. Sie kämpfte entschlossen gegen eine „Danifizierung“ Grönlands. 1995 trat sie nicht mehr zur Wiederwahl an.
Henriette Rasmussen war im World Council of Indigenous Peoples, im Nordischen Rat und im ICC tätig. 1993 wurde sie gebeten, Dänemark bei der UN-Weltkonferenz für Menschenrechte zu vertreten. Das Jahr wurde zum Jahr der Indigenen Völker ernannt und von Henriette Rasmussen ging die Forderung nach einem dauerhaften Forum für Indigene Völker in den Vereinten Nationen aus. In der Folge wurde sie von 1996 bis 2000 als Leitende Technische Beraterin für Indigene Völker bei der Internationalen Arbeitsorganisation angestellt. Aus dieser Arbeit wurden erstmals Ausschüsse für Indigene Völker in Südafrika und Kambodscha geschaffen. Sie verband ihre Arbeit immer noch mit dem Kampf für mehr Frauenrechte, so 1999 auf einer Frauenkonferenz für Indigene Völker in Ostafrika. Bereits 1998 hatte sie am World Culture Report und am Indigenous Women Report der UN mitgewirkt. Sie war zudem von 1997 bis 2000 Verwaltungsmitglied in der Weltnaturschutzunion und wirkte an der Erd-Charta mit.

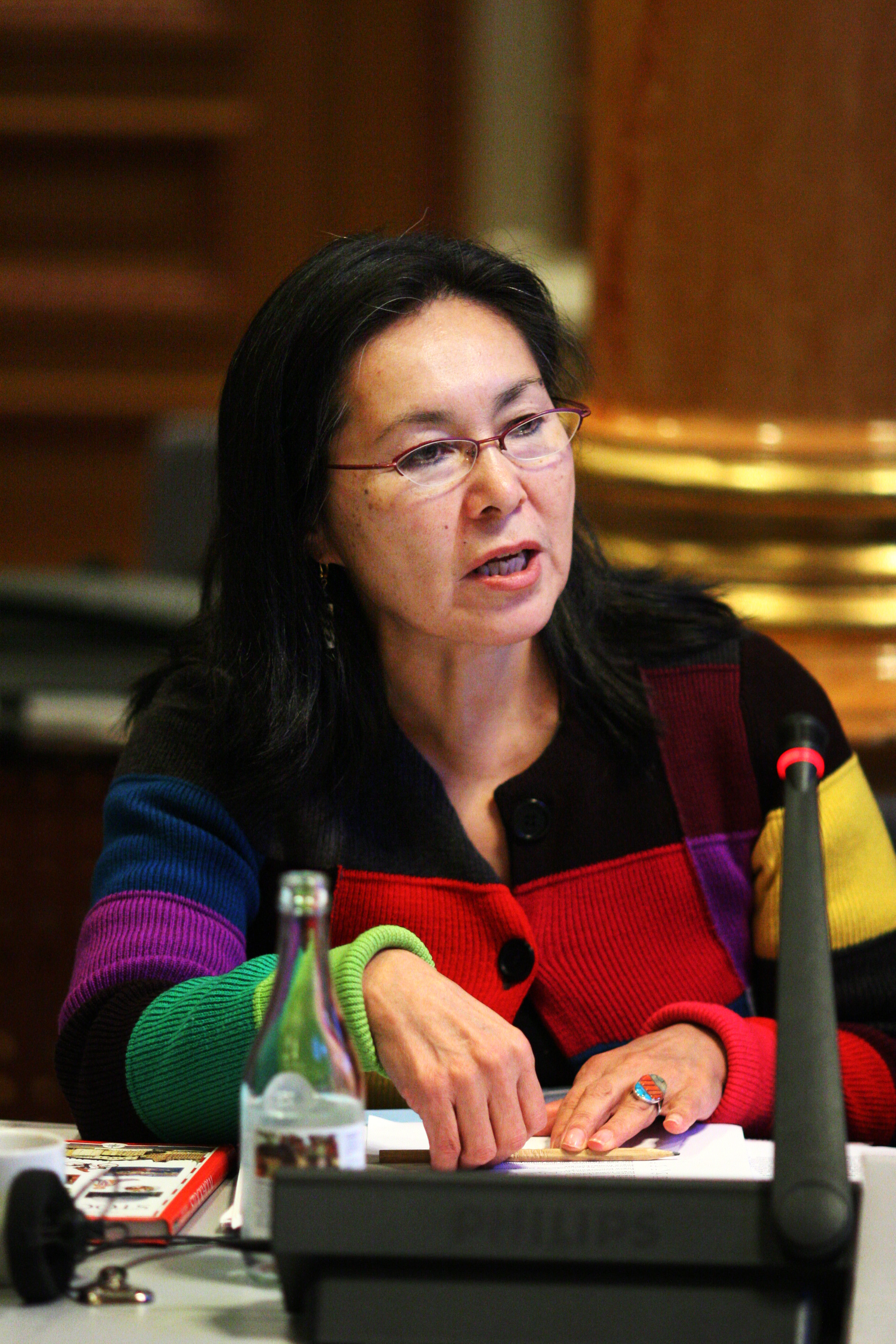
Henriette Rasmussen (2004)

2001 wurde sie Direktorin des Verlags Atuakkiorfik. Nachdem sie seit 1995 nicht mehr im Parlament gesessen hatte, trat sie bei der Parlamentswahl 2002 wieder an und wurde gewählt. Im September 2003 wurde sie zudem zur Ministerin für Kultur, Bildung, Forschung und Kirche im Kabinett Enoksen III ernannt. Bei der Wahl 2005 konnte sie nicht mehr genügend Stimmen erlangen und schied aus dem Inatsisartut aus, woraufhin sie ihre politische Karriere beendete.

### Nach der Politikkarriere
Fortan widmete sie sich wieder dem Journalismus. 2009 wurde sie für den Prix Europa nominiert. Sie war französische Honorarkonsulin in Nuuk und wurde daher 2012 mit dem Ritterkreuz des Ordre national du Mérite ausgezeichnet. 2012 wurde sie zur Programmchefin beim KNR berufen, was sie bis 2015 ausübte, aber auch danach initiierte sie als Kulturredakteurin noch neue Sendungen im grönländischen Fernsehen.
Sie starb nach langem Leiden am 3. März 2017 im Alter von 66 Jahren an Krebs. Sie hinterließ ihre beiden Kinder und zwei Enkelkinder.